# Oroles
Oroles (Dacia, ... – Dacia, ...; fl. II secolo a.C.) fu un re dei Daci che visse durante la prima metà del II secolo a.C..

## Biografia
Egli si oppose con successo alle popolazioni germaniche dei Bastarni, a nord dei Carpazi, bloccando una loro invasione del territorio dacio in Transilvania. Lo storico romano Pompeo Trogo scrive che il re Oroles punì i suoi soldati che dormivano ai piedi delle loro mogli e facevano i mestieri di casa più che i guerrieri, poiché non erano riusciti a battere inizialmente gli invasori Bastarni. Successivamente, dopo averli toccati nell'orgoglio ed averli motivati grandemente, l'esercito dei Daci riuscì a sconfiggere i Bastarni ed il loro re decise le condizioni della loro resa con conseguenti sanzioni.

### Fonti primarie
- Pompeo Trogo, Historiae Philippicae.

### Fonti secondarie
- Emile Condurachi e Constantin Daicoviciu, Archeologia Mundi: Romania, Roma 1975.
- AAVV, I Daci: mostra della civiltà daco-getica in epoca classica, Roma dicembre 1979-gennaio 1980.